# Античастица
Във физиката на елементарните частици, всеки тип частица има себеподобна античастица със същата маса, но с противоположен заряд (например електричен такъв). Например, античастицата на електрона е антиелектрона (който често се нарича позитрон). Докато електронът има отрицателен електричен заряд, позитронът има положителен електричен заряд и се произвежда в природата при определен вид радиоактивен разпад. Обратното също е вярно: античастицата на позитрона е електронът.
Някои частици като фотона представляват античастици на самите себе си. В противен случай, при всяка двойка частици едната се обозначава като материя, а другата като антиматерия.
Двойките частица-античастица могат да се анихилират една друга, произвеждайки фотони. Тъй като зарядите на частицата и античастицата са противоположни, общият заряд се запазва. например, позитроните, които се произвеждат при естествен радиоактивен разпад, се анихилират бързо с електрони, произвеждайки двойки от гама-лъчи, процес, който се използва в позитронно-емисионната томография.
Законите на природата са почти симетрични по отношение на частиците и античастиците. Например, антипротон и позитрон могат да образуват атом на антиводород, за който се смята, че има същите свойства като атома на водорода. Това води до въпроса защо образуването на материя след Големия взрив води до вселена, съставена почти изцяло от материя, вместо такава от равни части материя и антиматерия. Откриването на нарушението на CP-инвариантността помага да се хвърли светлина върху този проблем, показвайки, че симетрията, за която първоначално се е смятало, че е идеална, всъщност, е само приблизителна.
Тъй като зарядът се запазва, не е възможно да се създаде античастица, без да се унищожи друга частица със същия заряд (например в случая на бета-разпад или сблъсъка на космически лъчи със земната атмосфера) или чрез едновременно създаване както на частица, така и на нейната античастица (например в случая на ускорителите на частици).
Макар частиците и техните античастици да имат противоположни заряди, електрически неутралните частици не е нужно да бъдат идентични със своите античастици. Неутронът, например, е съставен от кварки, а антинеутронът – от антикварки. Те се различават един от друг по това, че се анихилират при контакт.

## История
През 1932 г., скоро след предсказването на позитроните от Пол Дирак, Карл Дейвид Андерсън открива, че сблъсъците на космически лъчи произвеждат частици в мъглинната камера – детектор на елементарни частици, при който движещите се електрони (или позитрони) оставят след себе си следи, докато се придвижват през газа. Съотношението на електрическия заряд към масата на частица може да се измери чрез измерване на радиуса на накъдрянето на следата ѝ в магнитно поле. Позитроните, поради посоката на накъдряне на следата им, първоначално са объркани за електрони, пътуващи в обратна посока. Позитронните траектории в мъглинна камера оставят същите спираловидни следи като електроните, но с навивка в обратна посока по отношение на посоката на магнитното поле, тъй като имат същото съотношение заряд/тегло, но с обратен заряд и следователно коефициентът би имал обратен знак.
Антипротонът и антинеутронът са намерени от Емилио Сегре и Оуен Чембърлейн през 1955 г. в Калифорнийски университет, Бъркли. Оттогава насам античастиците на много други субатомни частици биват създавани по време на опити в ускорители на частици. През последните години цели атоми антиматерия биват сглобявани от антипротони и позитрони, задържани заедно чрез електромагнитни капани.

## Анихилация между частици и античастици
Ако частица и античастица са в подходящи квантови състояния те могат да се анихилират и да създадат други частици. Реакции като e− + e+ → γ + γ (двуфотонна анихилация на двойка електрон-позитрон) са пример за това. Еднофотонната анихилация на двойка електрон-позитрон, e− + e+ → γ, не могат да възникнат в свободното пространство, тъй като не е възможно да се съхранят едновременно енергия и импулс в този процес. Обаче, в Кулоновото поле на ядрото транслационната симетрия е нарушена и еднофотонна анихилация може да настъпи. Обратната реакция (в свободно пространство, без атомно ядро) също е невъзможна, поради същата причина. В квантовата теория на полето, този процес е позволен само като преходно квантово състояние за достатъчно кратко време, че нарушението на запазването на енергия да може да се пригоди от принципа на неопределеността. Това отваря пътя за произвеждането на двойка виртуални частици или анихилация, при която едно квантово състояние на частицата може да се разколебае в състояние на две частици и обратно. Тези процеси са важни във вакуумното състояние и ренормализацията на квантовата теория на полето. Това полага основите и на смесването на неутрални частици чрез процеси като описания, което е усложнен пример за ренормализация на масата.

## Свойства
Квантовите състояния на дадени частица и античастица могат да се разменят, прилагайки операторите на C-симетрията (C), паритета (P) и T-симетрията (T). Ако {\displaystyle |p,\sigma ,n\rangle } обозначава квантовото състояние на частица (n) с импулс p и спин J, чиято съставляваща в направление z е σ, тогава имаме
{\displaystyle CPT\ |p,\sigma ,n\rangle \ =\ (-1)^{J-\sigma }\ |p,-\sigma ,n^{c}\rangle ,}
където nc обозначава състоянието на C-симетрията, тоест античастицата. Това поведение, подчиняващо се на CPT теоремата, е същото като твърдението, че частицата и античастицата ѝ лежат в едно и също невъзпроизводимо представяне на групата на Поанкаре. Свойствата на античастиците могат да се отнесат към тези на частици по този начин. Ако T е добра симетрия на динамиката, тогава
{\displaystyle T\ |p,\sigma ,n\rangle \ \propto \ |-p,-\sigma ,n\rangle ,}
{\displaystyle CP\ |p,\sigma ,n\rangle \ \propto \ |-p,\sigma ,n^{c}\rangle ,}
{\displaystyle C\ |p,\sigma ,n\rangle \ \propto \ |p,\sigma ,n^{c}\rangle ,}
където знакът за пропорционалност показва, че е възможно да съществува фаза от дясната страна. С други думи, частицата и античастицата трябва да имат
- същата маса m
- същото състояние на спина J
- противоположни електрични заряди q и -q.